# Hamburger di Gomez
L'Hamburger di Gomez (Gomez's Hamburger) è un oggetto nebuloso visibile nella costellazione del Sagittario.
Fin dalla sua scoperta si è pensato che si trattasse di una nebulosa protoplanetaria, ossia uno stadio immediatamente precedente a quello di nebulosa planetaria, osservabile in direzione del centro galattico e distante dalla Terra 6500 anni luce. Fu scoperta nel 1985 attraverso una lastra fotografica eseguita da Arturo Gomez, un astronomo del Cerro Tololo Inter-American Observatory in Cile. Quell'immagine suggerì che ci fosse una banda oscura che attraversava l'oggetto, ma la sua struttura esatta fu difficile da determinare a causa della turbolenza atmosferica che disturbava l'immagine. La stella centrale ha una temperatura superficiale di circa 10.000 K.
Secondo alcuni studi più recenti, quest'oggetto sarebbe in realtà un disco protoplanetario circondante una stella giovane, la cui distanza sarebbe invece attorno ai 900 anni luce.